# Сосновка (Сланцевський район)
Сосновка (рос. Сосновка) — присілок у Сланцевському районі Ленінградської області Російської Федерації.
Населення становить 84 особи. Належить до муніципального утворення Сланцевське міське поселення.

## Історія
Згідно із законом від 1 вересня 2004 року № 47-оз належить до муніципального утворення Сланцевське міське поселення.

## Населення
| 2007 | 2010 |
| ---- | ---- |
| 114  | ↘84  |